# 金杉明信
金杉 明信（かなすぎ あきのぶ、1944年4月17日 - 2006年11月8日）は、日本の実業家。日本電気(NEC)社長を務めた。神奈川県出身。

## 経歴
1964年に慶應義塾大学工学部電気工学科を卒業し、1964年9月から1967年3月までにカルフォルニア大学院経営学部に留学し、経営学修士を取得。1967年に日本電気に入社。1995年6月に取締役に就任。2000年4月に日本電気が社内カンパニー制を導入すると、常務取締役との兼任で「NECソリューションズカンパニー」社長に就任した。同年6月に専務となった後、2003年3月に社長に就任した。
社長就任直後に、社内カンパニー制を廃止して事業ライン制に再編した。金杉は、ネットワーク事業と（分社化された）半導体事業で収益を上げる考えを示していた。
しかし、2006年3月で「体調不良」を理由に社長を退任し、4月から副会長となった。社長退任から約7か月後の同年11月8日、食道がんのために死去。62歳没。